# Venceslas II de Zator
Venceslas II de Zator (polonais : Wacław II Zatorski; né vers 1450/55 – mort avant 5 octobre 1487), fut duc de Zator entre 1468 et 1474 conjointement avev ses frères et corégents, et souverain de 1/2 de Zator de 1474 jusqu'à sa mort avec son frère et corégent.

## Biographie
Venceslas II est le second fils du duc Venceslas Ier de Zator et de on épouse  Maria, fille d'Urban Kopczowski, un noble originaire du duché de Siewierz.
Après la mort de leur père vers 1468, Venceslas II et son frère ainé  Casimir II prennent conjointement le gouvernement de la totalité du duché car le deux autres frères  Jean V et Ladislas sont encore mineurs. Toutefois le pouvoir réel est exercé par  Casimir II.
On connait peu de chose de la vie de Venceslas II. Il est mentionné dans les documents officiels la première fois vers  1469. En 1474 il participe à la division formelle du duché en deux parts: Venceslas II et Casimir II reçoivent la partie située à l'est de la rivière Skawa. Wenceslaus II meurt célibataire entre 1484 et 1487. Le lieu de son inhumation est inconnue.

## Source de la traduction
- (en) Cet article est partiellement ou en totalité issu de l’article de Wikipédia en anglais intitulé « Wenceslaus II of  Zator » (voir la liste des auteurs), édition du 14 septembre 2014.